# Leccinum rigidipes
Leccinum rigidipes är en svampart som beskrevs av P.D. Orton 1988. Leccinum rigidipes ingår i släktet Leccinum och familjen Boletaceae.   Inga underarter finns listade i Catalogue of Life.